# Ángel Sánchez Martín
Ángel Sánchez Martín (Béjar, España, 15 de enero de 1982), exfutbolista y entrenador español, jugaba como defensa lateral izquierdo y su actual equipo es el C.D. Guijuelo de la Segunda División B, donde ejerce como entrenador.

## Trayectoria
Formado en la cantera del Real Madrid C. F. llegó al Deportivo Alavés en la temporada 2001-2002 para jugar en el Deportivo Alavés "C" (3.ª División), aunque terminó la temporada siendo un habitual del Deportivo Alavés "B" (2.ºB).
Con el descenso del equipo a babazorro a 2.º División subió al primer equipo junto con sus compañeros Kiko y Nacho Fernández. Debutó de la mano de Pepe Mel frente a Club Deportivo Tenerife en la 1.ª jornada de liga de la temporada 2003-2004, terminando la temporada por delante en la alineación titular de Sietes. Tras conseguir el ascenso a 1.º División en la temporada 2004-2005 abandonó el club alavesista.
Jugó la temporada y media siguiente en las filas del C.F. Ciudad de Murcia (2.º División), aunque apenas disputó 15 partidos. Ante la falta de minutos regresó al Deportivo Alavés (2.º División) en el mercado de invierno de la temporada 2006-2007 donde jugó 43 partidos en una temporada y media. En verano de 2008, con el club en plena crisis económica, fichó por el Levante U. D. (2.º División).
En la entidad granota consiguió su segundo ascenso a 1.º División en la temporada 2009-2010, aunque ese año su papel fue testimonial con 8 partidos disputados. Tras su salida de Valencia fichó por la recién ascendida A.D. Alcorcón donde jugó las siguientes 5 temporadas, ayudando al cuadro alfarero a disputar dos play-off de ascenso a 1.ª División (2011-2012 y 2012-2013).
En verano de 2015 bajó un escalón y fichó por el C.D. Guijuelo de 2.ºB, donde jugó hasta el año anterior, pasando en el 2018 a ejercer el cargo de entrenador.

## Clubes como jugador
| Club                                        | País   | Año       |
| ------------------------------------------- | ------ | --------- |
| Deportivo Alavés "C" y Deportivo Alavés "B" | España | 2000-2003 |
| Deportivo Alavés                            | España | 2003-2004 |
| Deportivo Alavés                            | España | 2004-2005 |
| C. F. Ciudad de Murcia                      | España | 2005-2006 |
| C. F. Ciudad de Murcia y Deportivo Alavés   | España | 2006-2007 |
| Deportivo Alavés                            | España | 2007-2008 |
| Levante U. D.                               | España | 2008-2009 |
| Levante U. D.                               | España | 2009-2010 |
| A. D. Alcorcón                              | España | 2010-2011 |
| A. D. Alcorcón                              | España | 2011-2012 |
| A. D. Alcorcón                              | España | 2012-2013 |
| A. D. Alcorcón                              | España | 2013-2014 |
| A. D. Alcorcón                              | España | 2014-2015 |
| C.D. Guijuelo                               | España | 2015-2016 |
| C.D. Guijuelo                               | España | 2016-2017 |

## Clubes como entrenador
| Club          | País   | Año   |
| ------------- | ------ | ----- |
| C.D. Guijuelo | España | 2018- |